# Маршановка (Казахстан)
Марша́новка (каз. Маршанов) — село у складі Карасуського району Костанайської області Казахстану. Входить до складу Черняєвського сільського округу.
Населення — 106 осіб (2021; 161 у 2009, 176 у 1999, 158 у 1989).